# Koto Majidin Mudik
Koto Majidin Mudik is een bestuurslaag in het regentschap Kerinci van de provincie Jambi, Indonesië. Koto Majidin Mudik telt 1480 inwoners (volkstelling 2010).